# Comethazine
Comethazine (* 6. Juli 1998 in St. Louis, Missouri; eigentlicher Name Frank Jahmier Childress) ist ein US-amerikanischer Rapper und Songwriter.

## Biografie
Frank Childress begann erst nach der High School mit dem Rappen. Unter dem Namen Comethazine hatte er seine ersten Erfolge, als er sich vom Party-Cloud-Rap abwandte und sich in Richtung Trap entwickelte. Ab 2015 hatte er Szene-Hits wie Run It und Hella Choppers. Mit der EP Aloe Vera machte er das Label Alamo Records auf sich aufmerksam und unterschrieb 2017 einen Plattenvertrag mit ihnen. Es folgten erste offizielle Singleveröffentlichungen und mit dem Song Bands, das er auch noch einmal mit Rich the Kid zusammen aufnahm, hatte er 2018 seinen ersten Internethit, der es zu einer Goldenen Schallplatte brachte.
Seine erste große Veröffentlichung war das Mixtape Bawskee, mit dem er im September 2018 den Sprung in die offiziellen US-Albumcharts schaffte. Mit Walk – von dem Song nahm er auch eine Version mit ASAP Rocky auf – hatte er einen zweiten Hit, der sogar Platin bekam und in den Bubbling-Under-Charts unterhalb der Top-100-Singles landete. Anfang des folgenden Jahres setzte er die Mixtape-Serie mit Bawskee 2 fort und schaffte es auf Platz 61 der US-Alben. Bawskee 3.5 kam noch im selben Jahr sogar auf Platz 53.
In der Anfangszeit der COVID-19-Pandemie hatte er sein erstes richtiges Studioalbum fertiggestellt und veröffentlichte es unter dem Titel Pandemic. Es erschien mit April 2020, kam aber nur in die untere Hälfte der Billboard 200. Ähnlich platzierte sich das Mixtape Bawskee 4 und im Jahr darauf das zweite Studioalbum Comethazine: The Album. Im November 2022 veröffentlichte er mit Bawskee 5 die fünfte Herausgabe seiner Mixtape-Reihe, welche es allerdings nicht in die Billboard 200 schaffte.

## Diskografie
Alben
- Aloe Vera (EP, 2016)
- Pandemic (2020)
- Comethazine: The Album (2021)

Mixtapes
- Bawskee (2018)
- Bawskee 2 (2019)
- Bawskee 3.5 (2019)
- Bawskee 4 (2020)
- Bawskee 5 (2022)

Lieder
- Piped Up (2017)
- Bands (mit Rich the Kid, 2018, Gold)
- Walk (mit ASAP Rocky, 2018, Platin)
- Oowee (2018)
- Highriser (2018)
- DeMar DeRozan (2018)
- Let It Eat (2018)
- Nonsense (2019)
- Just Saying (2019)
- Stand (2019)
- 50 Bars (2019)
- Glide (2019)
- Solved the Problem (2019, Gold)
- FIND HIM! (2019)
- No Front (2020)
- Air Max (2020)
- We Gone Win (2020)
- Derek Jeter (2020)
- Malcolm in the Middle (2021)
- Spinback (2021)
- Six Flags (2021)
- Like Dat (2022)
- 500 Hours (2022)